# Miraleria joannisi
Miraleria joannisi är en fjärilsart som beskrevs av Abel Dufrane 1948. Miraleria joannisi ingår i släktet Miraleria och familjen praktfjärilar. Inga underarter finns listade i Catalogue of Life.